# Мильорини, Катарина
Катари́на Мильори́ни (порт.-браз. Catarina Migliorini)  — бразильянка итальянского происхождения, фотомодель, жительница штата Санта-Катарина, известная прежде всего тем, что в 2012 году выставила свою девственность на интернет-аукционе на продажу. Кроме того, в том же году, ещё до лишения девственности, снялась в фотосессии для бразильского издания Playboy.

## Участие в торгах
В 2010 году журналисты австралийской компании Thomas William Productions искали главную героиню для своего документального фильма «Разыскивается девственница». Ею и стала Катарина Мильорини. Режиссёр будущей сенсации планировал записать впечатления участницы телепроекта до и после её первого сексуального контакта. По её собственному признанию, которым она поделилась в интервью, она собиралась большую часть выплаты отдать на благотворительность, а оставшуюся сумму потратить на себя.
Кульминация всего мероприятия должна была произойти в самолёте, в котором Катарина и победитель в борьбе за право на первую ночь, вылетят вдвоём из Австралии в США. По правилам проекта, перед тем как допустить до Катарины кандидата, мужчину обследуют на наличие болезней, передающихся половым путём. На начало октября 2012 года девственность девушки уже была оценена в сумму свыше 150 тысяч долларов. А на момент конца торгов, 15 октября её девственность была оценена в 780 тысяч долларов японским бизнесменом по фамилии Натсу.

## Критика и отзывы
Одной из причин несостоявшегося акта стала якобы проблема с получением Катариной визы на перелёт из Индонезии в США, где и должна была произойти её дефлорация. По сообщению СМИ проблема заключалась в легитимности самого процесса продажи девственности, из-за разного отношения к проституции законов разных стран. А именно, проституция в Австралии является легальным бизнесом, в то время как в Индонезии и в США это не так. Кроме того в самой Бразилии, по сообщению СМИ, гражданкой которой и является Катарина, шоу с её участием вызвало широкий резонанс и волну критики, дойдя до кабинета генерального прокурора Жао Фильо, который принял решение о возбуждении уголовного дела в организации торговли людьми и проституции в отношении создателей шоу. По другой версии, бизнесмен из Японии сам отказался от сделки, объяснив причину тем, что был разочарован внешним обликом девушки при личной встрече. В интервью Huffington Post Катрина рассказала, что её скорее всего ввели в заблуждение организаторы шоу и попросту использовали её для раскрутки телепроекта, в итоге не заплатив и не доведя проект до условленного финала. Сам режиссёр проекта Джастин Сисли, в свою очередь, утверждает, что Катарина сама не раз грубо нарушала условия проекта и этим его сорвала.
Несмотря на это, её популярность не убавилась, а к апрелю 2013 года она уже дважды снялась для издания Playboy и вновь выставила свою девственность на продажу.